# Escaleta

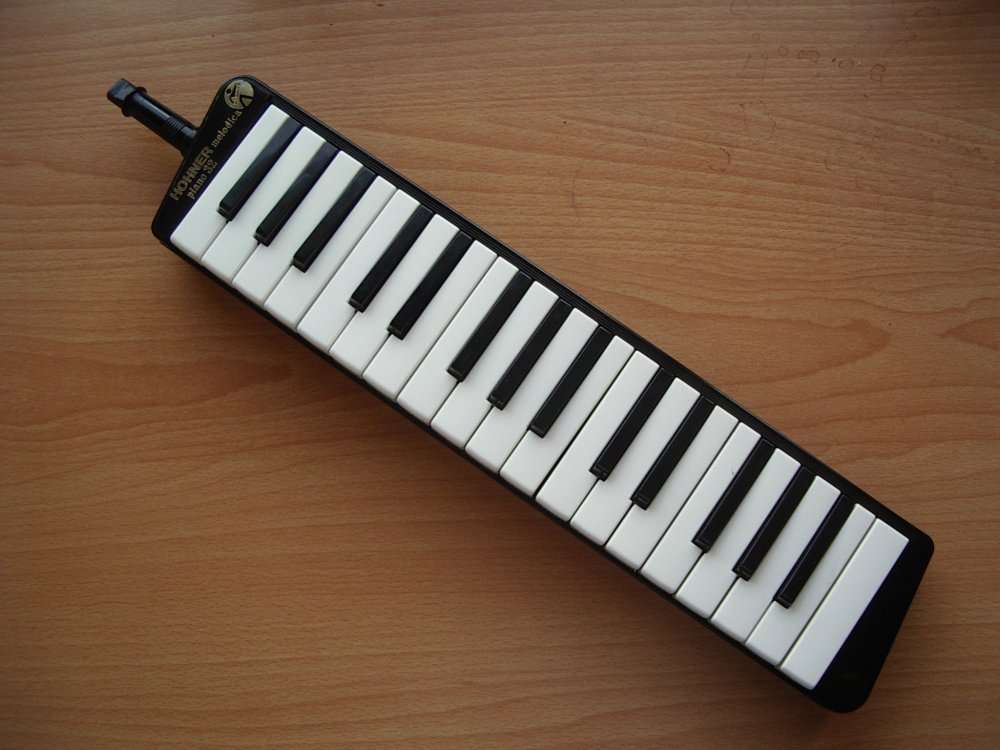
Uma escaleta Hohner

Escaleta, também conhecido como melódica, melodion, melodeon, clavieta (não confundir com Clavinet) ou pianica, ou harmonifon, é um instrumento musical. Consiste num aerofone de palhetas livres, com funcionamento semelhante ao acordeão e à harmônica de boca. Possui um teclado análogo ao do piano, em proporções reduzidas. Toca-se soprando através do orifício localizado na extremidade do instrumento (ou em muitos casos, soprando através de um tubo flexível que se conecta a esse orifício) e pressionando as teclas respectivas às notas que se deseja tocar. A extensão do instrumento varia de acordo com o modelo, estando, geralmente, entre duas e três oitavas.
O seu uso sempre esteve ligado a fins educativos, sendo utilizado em aulas de musicalização infantil, mas muitos compositores e instrumentistas populares também a utilizam, por seu timbre peculiar e seu caráter ágil, que possibilitam bons solos de improvisação. É um instrumento ainda usado com frequência em apresentações e concursos de bandas e fanfarras. Mas hoje em dia a escaleta ultrapassou esses limites.
A princípio muitos acreditavam que dos estilos musicais que melhor se adaptavam a uma escaleta era o reggae, o som tipicamente jamaicano. Fosse pela velocidade, compassos ou ainda pelas batidas que esse instrumento consegue produzir com um som cadenciado exigido pelo estilo. Mas com o tempo, concluiu-se que a escaleta é mais abrangente do que aparenta. O multi-instrumentista brasileiro Hermeto Paschoal foi um dos muitos musicistas que contribuíram para essa desmistificação ao abranger os mais variados gêneros musicais. Outro brasileiro, Julio Nobre, músico de rua do Rio de Janeiro, trouxe o seu repertório do piano, utilizando-se de teclados arranjadores como base para usar a escaleta como destaque em suas apresentações.
O instrumento também teve destaque em diversas apresentações da banda de heavy metal brasileira Angra, por meio do vocalista, compositor e pianista Andre Matos, que gostava da versatilidade do instrumento. Chamado vulgarmente de "porrinhola" pelos integrantes, o instrumento foi utilizado principalmente quando a banda apresentava as versões acústicas de seu repertório.
Embora sua extensão seja relativamente pequena, a escaleta costuma ser usada em shows e apresentações, por apresentar facilidade de execução e um timbre muito doce e harmonioso, sem ruídos, contrastando melodias com instrumentos de corda.

## Funcionamento
O músico sopra pela boquilha do instrumento, enquanto pressiona uma ou mais teclas. Ao pressionar uma tecla, abre-se o caminho para a passagem do ar pela palheta correspondente. Com a passagem do ar, a palheta vibra gerando a nota. As palhetas são semelhantes às da gaita de boca e do acordeão, mantendo sua afinação por meses. A afinação pode ser feita por um afinador de gaitas ou acordeões, não sendo comum a afinação desse instrumento.

## Fabricantes
Os principais fabricantes de escaletas são Hohner, Yamaha, Suzuki, Hammond, Samick e Spring. No Brasil o instrumento era fabricado pela Scalla. A fábrica da Scalla ficava em Bento Gonçalves - RS. Esta marca, em especial, foi a marca de escaleta mais procurada por membros de bandas musicais, principalmente nos anos 1990.
Também era vendida pela marca "Danielson".

## Escaletas históricas

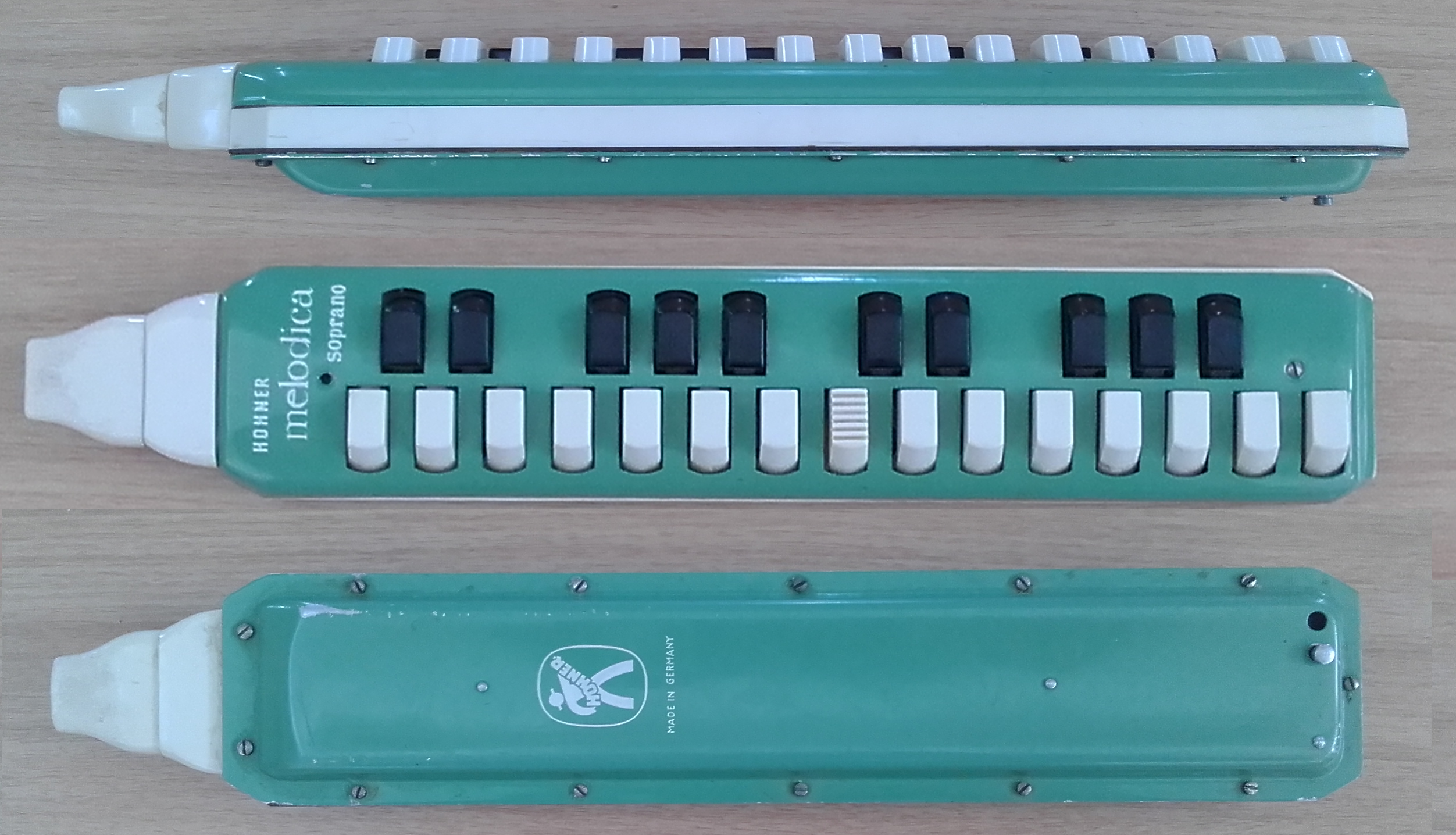
Hohner Melodica (Soprano): Lado (direita), teclado e vistas inferiores.

Harmonifon: escaleta criada por M. Paris, de Dijon, no século XIX. Com a explosão de instrumentos de palhetas livres na época, Paris criou o instrumento para ser um substituto do oboé, pelo timbre penetrante e uma forma de agilizar a execução, além de permitir a polifonia. A intenção da substituição não foi bem-sucedida. Havia dois modelos principais: o que cobria a extensão do oboé e outro do corne inglês.
Vibrandoneon: Instrumento de dois registros, um 8' (leia-se: oito pés), e 4'; isto é, um registro que soa como escrito e outro que soa uma oitava acima.